# 网果酸模
网果酸模（学名：Rumex chalepensis），为蓼科酸模属下的一个植物种。